# Legány Ödön
Legány Ödön (Kassa, 1876. március 8. – Hatvan, 1944. augusztus 14.) magyar növénynemesítő. Fajtakeresztezéssel ő állított elő először lencsebükkönyt. A növény a szakirodalomban a nevét viseli: Vicia Lens Legnagiana

## Életpályája

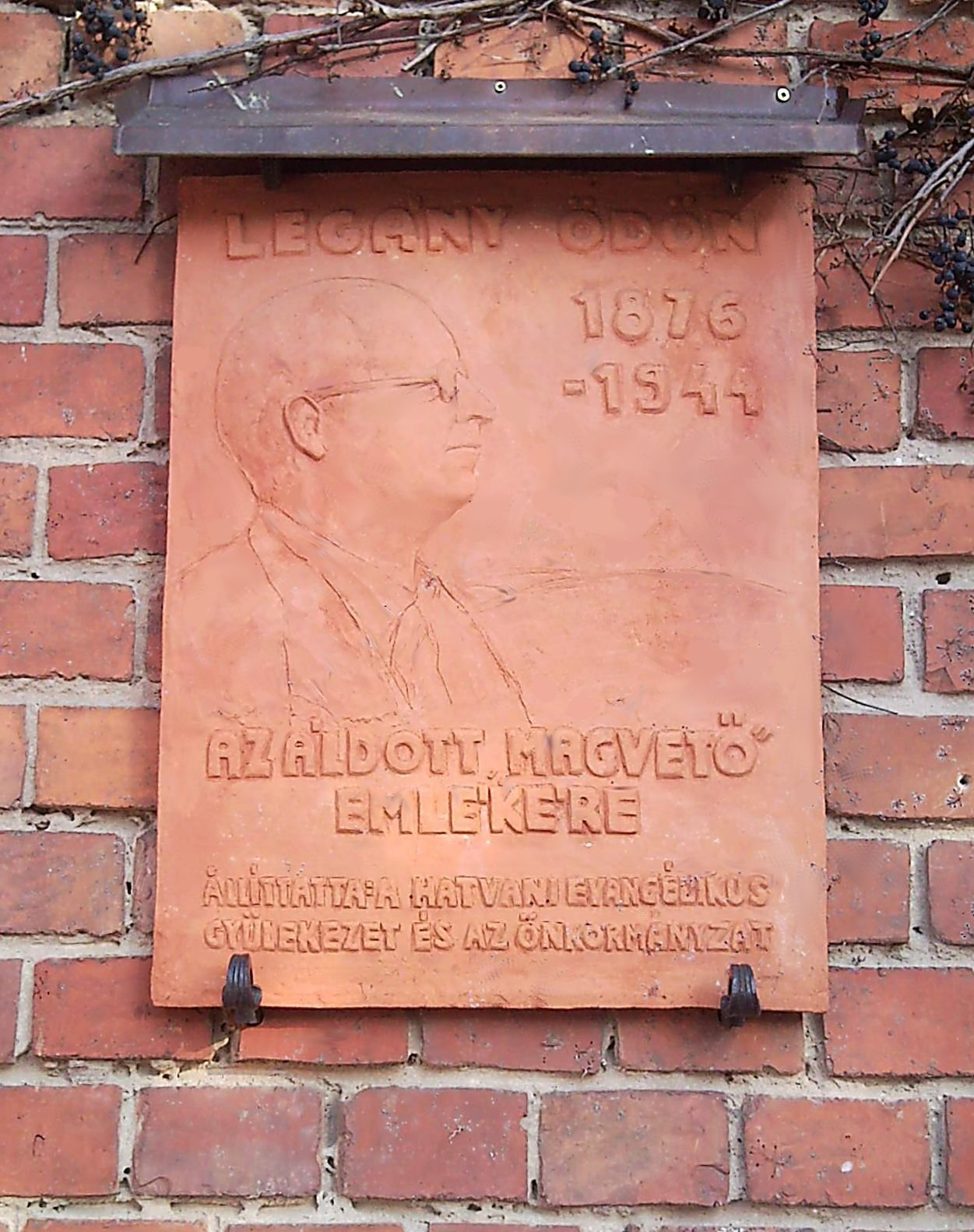
Emléktáblája az új-hatvani Evangélikus Templom falán

1898-ban végzett a Magyaróvári Királyi Gazdasági Akadémián. Két évig segédtiszt volt gróf Károlyi Sándor birtokán. Ezután visszatért Cserháti Sándor növénytermesztési tanszékére. Cukorrépával, rozzsal később zabbal végzett kísérleteket. 1908-tól tíz éven át, az önállósodott növénynemesítési tanszék előadója volt. A Hatvany család megkeresésére 1918-ban átvette a hatvani Állami Növénynemesítő telep vezetését, az itt nemesített búzát, "Hatvani búza" néven törzskönyveztette. Foglalkozott többek között a búzafagyasztásával, nemesített takarmánynövényeket, kapásokat, konyhakerti kultúrákat is.  A lencsebükköny mellett, takarmánykeverék is viseli nevét. Tudományos eredményeiről szaklapokban elsősorban a "Köztelek"-ben számolt be. 1938-ban gazdasági főtanácsosi címet kapott.

## Közéleti szerepvállalása
Kezdeményezte a magyar Növénynemesítők Egyesületének létrehozását, ennek ügyvezető igazgatója és alelnöke is volt.
Magyaróváron igazgatóválasztmányi tagja volt a Mosonvármegyei Gazdasági Egyesületnek, s tevékeny tagja volt a magyar kultúra terjesztésében jeleskedő Magyaróvári Széchenyi Körnek és a Férfi Dalárdának.
Hatvanban a „Hatvan és Vidéke Gazdasági Kör” vezetőségi tagja, a mezőgazdasági bizottság elnöke volt. Első felügyelője volt a Sztehlo Gábor által alapított hatvani evangélikus egyházközségnek. Sokat tett a gyülekezet szervezése érdekében. Nevét a városban utca viseli.

## Művei
- A tök szántóföldi termelése. Budapest, (1919). Wodianer Kiadó
- A hatvani nemesített búzafajták minőségvizsgálatának eredményei (1929)